# Talorc mac Achiuir
Talorc mac Achiuir, o Achivir, és un rei llegendari dels pictes que hauria regnat a principis del segle v.
El nom d'aquest monarca només el coneixem gràcies a la Crònica picta i hauria precedit a Drest mac Erip, considerat el primer rei històric dels pictes. Les diferents llistes li donen un regnat de 17 o 25 anys. Si aquesta darrera data fos certa el govern de Talorc mac Achiuir avarcaria els primers anys del segle v. Aquest monarca hauria estat contemporani del missioner sant Ninià, de la fundació de l'església de la Candida Casa a Galloway i del rei bretó Tutagual d'Alt Clut.